# Улица Красных Партизан (Колпино)
У́лица Кра́сных Партиза́н — улица в городе Колпино Колпинского района Санкт-Петербурга. Проходит от проспекта Ленина до Пролетарской улицы.
В проектной документации улица называлась 1-й линией. В 1947 году её назвали Но́вой у́лицей (хотя фактически это название существовало с 1946 года). 5 августа 1948 года проезд переименовали в улицу Красных Партизан — в память о партизанах, участвовавших в Великой Отечественной войне.
В настоящее время единственный дом на нечетной (западной) стороне, пронумерованный по улице Красных Партизан, — № 5 (с корпусами). На четной стороне нумерация начинается от Павловской улицы.
В 2014 году началось строительство жилого дома «для нужд Санкт-Петербурга» между домами 54, корпус 2, и 42 по Павловской улице.

## Перекрестки
- проспект Ленина
- Павловская улица
- Пролетарская улица